# Polyphlebium
Polyphlebium is een geslacht van veertien soorten varens uit de vliesvarenfamilie (Hymenophyllaceae).
Het zijn kleine tot middelgrote terrestrische en epifytische varens van bossen uit gematigde en tropische streken van het Zuidelijk Halfrond.

## Naamgeving en etymologie
De botanische naam Polyphlebium is een samenstelling van Oudgrieks πολύς, polus (veel) en φλέψ, phleps (nerf, ader).

## Kenmerken

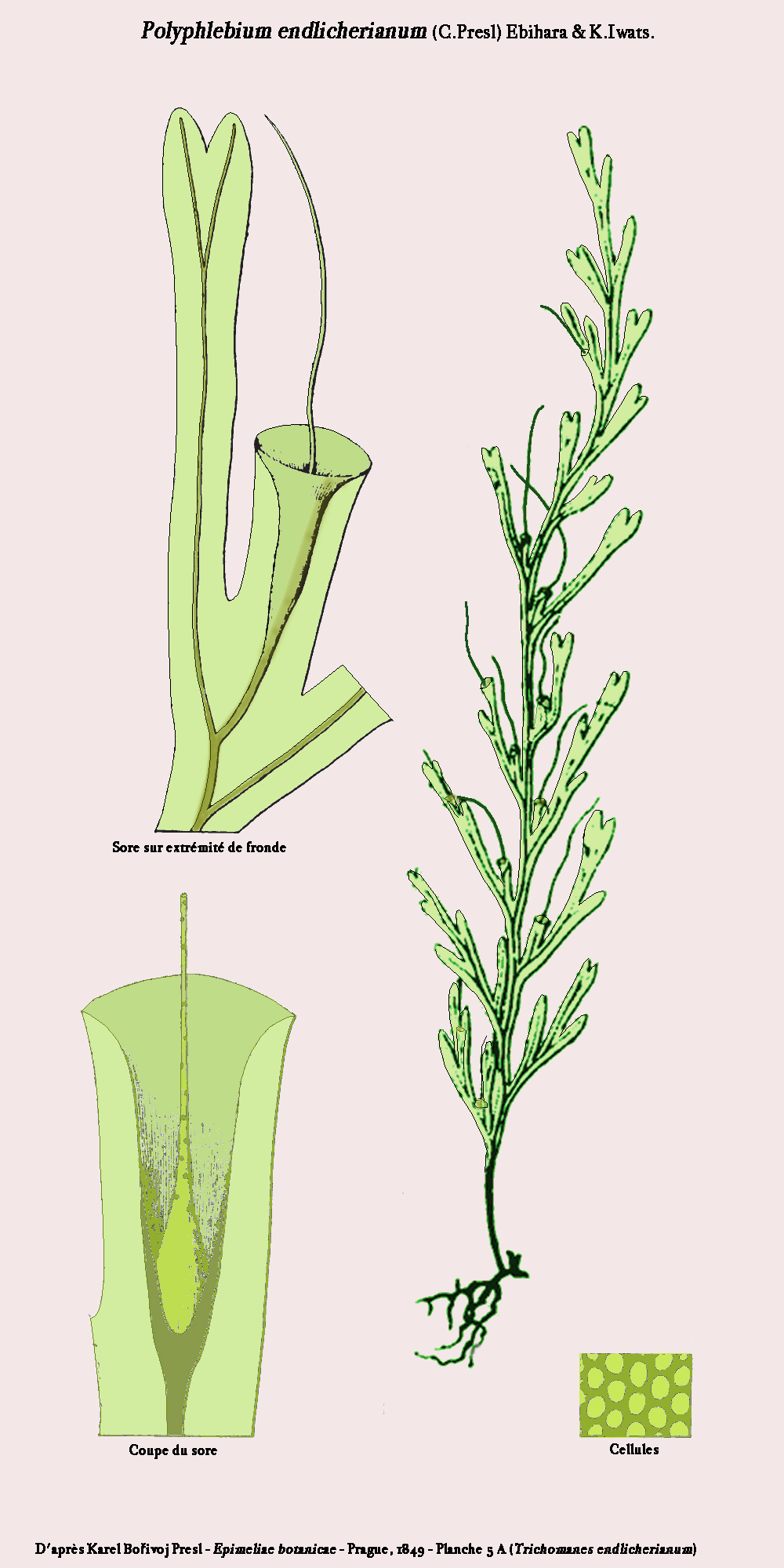
P. endlicherianum, detail sporenhoopje

Polyphlebium-soorten zijn kleine tot middelgrote overblijvende varens met lange, draadvormige, vertakte en sterk behaarde rizomen met weinige zeer fijne wortels. De bladen zijn verspreid ingepland op het rizoom, tot 30 cm lang, smal elliptisch en één- tot viervoudig geveerd.
De sporenhoopjes zitten op de nerven op de top van de blaadjes, en dragen kopvormige dekvliesjes met een receptaculum, een haarvormig uitgroeisel van het sporenhoopje, dat als een borsteltje boven het dekvliesje uit steekt.

## Taxonomie enfylogenie
Polyphlebium was reeds in 1938 benoemd door Copeland, maar werd nadien terug opgenomen in het geslacht Trichomanes. Pas in 2006 werd het opnieuw beschreven door Ebihara en anderen, op basis van fylogenetisch DNA-onderzoek.
Het geslacht omvat veertien soorten. De typesoort is Polyphlebium venosum.

## Soortenlijst
- Polyphlebium angustatum (Carmich.) Ebihara & Dubuisson (2006)
- Polyphlebium borbonicum (Bosch) Ebihara & Dubuisson (2006)
- Polyphlebium capillaceum (L.) Ebihara & Dubuisson (2006)
- Polyphlebium colensoi (Hook.f.) Ebihara & K.Iwats. (2006)
- Polyphlebium diaphanum (Kunth) Ebihara & Dubuisson (2006)
- Polyphlebium endlicherianum (C.Presl) Ebihara & K.Iwats. (2006)
- Polyphlebium exsectum (Kunze) Ebihara & Dubuisson (2006)
- Polyphlebium hymenophylloides (Bosch) Ebihara & Dubuisson (2006)
- Polyphlebium ingae (C.Chr.) Ebihara & Dubuisson (2006)
- Polyphlebium philippianum (Sturm) Ebihara & Dubuisson (2006)
- Polyphlebium pyxidiferum (L.) Ebihara & Dubuisson (2006)
- Polyphlebium venosum (R.Br.) Copel. (1938)
- Polyphlebium vieillardii (Bosch) Ebihara & K.Iwats. (2006)
- Polyphlebium werneri (Rosenst.) Ebihara & K.Iwats. (2006)

Abrodictyum · Callistopteris · Cephalomanes · Crepidomanes · Didymoglossum · Hymenophyllum · Polyphlebium · Trichomanes · Vandenboschia